# Florence Baudet-Delaune
Florence Delaune (née le 12 avril 1978 à Toulouse) est une athlète française, spécialiste du sprint et des courses de haies.

## Biographie
Elle est médaillée d'or sur 400 mètres haies et au relais 4 x 400 mètres aux Championnats d'Europe juniors d'athlétisme 1997 à Ljubljana.
Elle est sacrée championne de France du 400 mètres haies en 1998 à Dijon.